# Kerfot
Kerfot település Franciaországban, Côtes-d’Armor megyében. Lakosainak száma 634 fő (2022. január 1.). Kerfot Paimpol, Plouézec, Plourivo és Yvias községekkel határos.

## Népesség
A település népességének változása:
| Lakosok száma | 465  | 612  | 617  | 572  | 691  | 708  | 695  | 658  | 655  | 634  |
|               | 1968 | 1982 | 1990 | 2006 | 2013 | 2015 | 2017 | 2019 | 2020 | 2022 |